# Peter Kavalar
Peter Kavalar, slovenski novinar in pisatelj, * 1. april 1939, Celje, † 2. januar 1999, Vojnik.

## Življenjepis
Končal je Srednjo gradbeno šolo, a je vedno delal kot novinar. Po njegovem romanu Grajski biki so posneli tudi film.